# Diodogorgia sibogae
Diodogorgia sibogae is een zachte koraalsoort uit de familie Anthothelidae. De koraalsoort komt uit het geslacht Diodogorgia. Diodogorgia sibogae werd in 1941 voor het eerst wetenschappelijk beschreven door Stiasny. 